# بلاك آدم (فلم)
بلاك آدم (بالإنجليزية: Black Adam) هو فيلم بطل خارق أمريكي مبني على شخصية دي سي كومكس التي تحمل نفس الأسم. الفيلم من إخراج جومي كوليت سيرا وبطولة دوين جونسون،نوح سنتينيو،ألديس هودج،سارة شاهي وبيرس بروسنان.

## روابط خارجية
- الموقع الرسمي
- مقالات تستعمل روابط فنية بلا صلة مع ويكي بيانات

لا توجد روابط لمواقع التواصل الاجتماعي.